# Адиль Герай (калга)
Ади́ль Гера́й (Гире́й) (крым. Adil Geray, عادل كراى‎; убит 25 июля 1579 года) — крымский калга (1577—1578), сын крымского хана Девлета I Герая и младший брат Мехмеда II Герая.

## Биография
Адиль Герай участвовал в многочисленных военных походах своего отца, крымского хана Девлета Герая, на Русское и Польско-Литовское государства.
В 1563 году 10-тысячное татарское войско под командованием двух царевичей, калги-султана Мехмеда Герая и Адиля Герая, вторглось в южнорусские владения и осадило на город Михайлов. Крымско-татарские отряды приходили на дедиловские, пронские и рязанские места.
В 1567 году Адиль Герай вместе с братьями Мехмедом Гераем и Алпом Гераем предпринял большой поход на Кабарду, против «пятигорских черкас». Крымские татары опустошили и разорили всю кабардинскую землю, захватив в плен двадцать тысяч человек. По другим данным, «черкесов деи царевичи не извоевали», то есть крымцы были изгнаны.
В 1570 году царевич Адиль Герай возглавил карательный поход на Адыгею. На помощь адыгейцам прибыл кабардинский князь Темрюк Идарович, союзник России. В ожесточенной битве при Ахуже (левый приток Кубани) крымские татары разгромили кабардинцев. Сам князь-валий всей Кабарды Темрюк Идарович был смертельно ранен, а двое его сыновей, Мамстрюк и Беберюк, попали в плен.

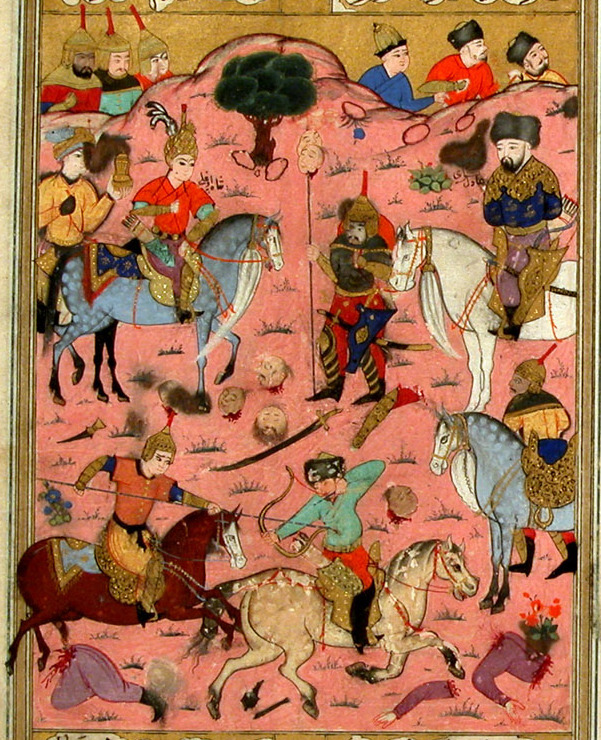
Адиль Герай сдаётся в плен Хамзе Мирзе

В конце правления Девлета I Герая отношения между его старшими сыновьями, калгой Мехмедом и Адилем Гераями, крайне обострились. Адиль Герай удалился из Крыма и поселился к востоку от Перекопа, на берегах реки Кальмиус, где построил для себе город Болы-Сарай и укрепился в нём. Ему повиновались ногайские племена, переселявшиеся в крымские владения из Поволжья.

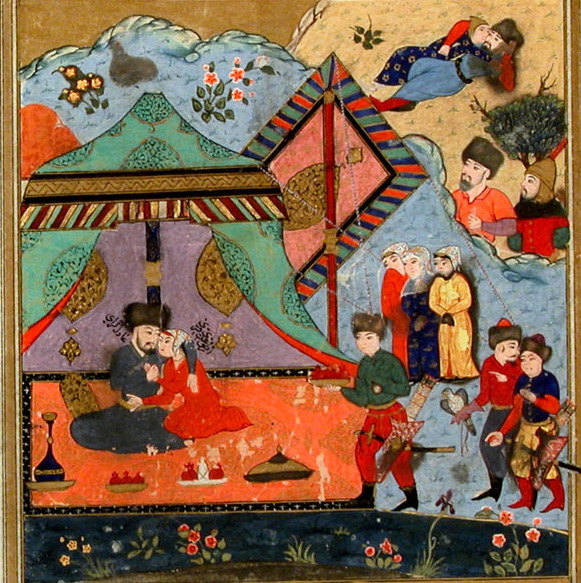
Адиль Герай и Махди Улья. Шеджаатнаме, fol.68. 1586

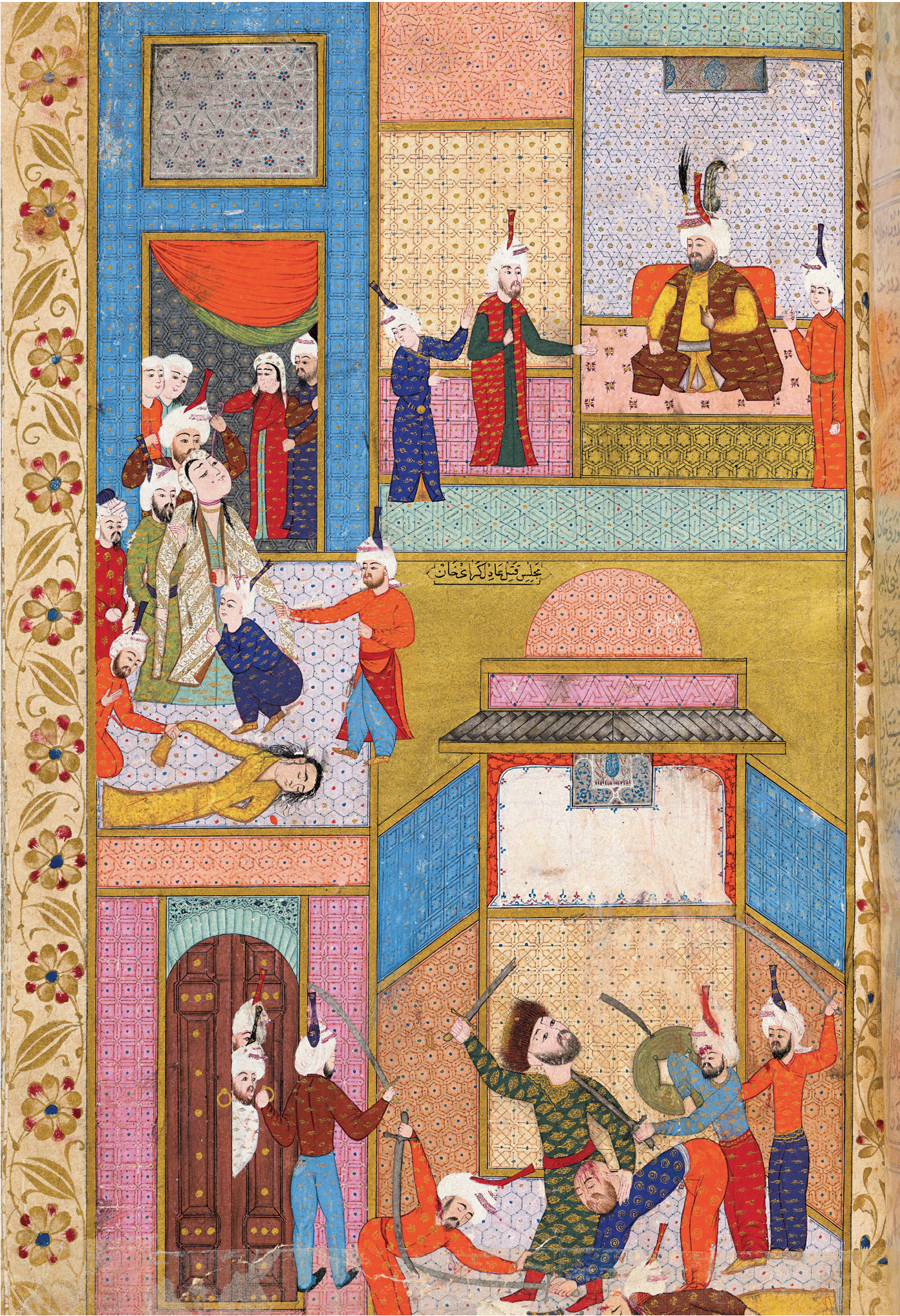
Смерть Адиля Герая

В июне 1577 году скончался крымский хан Девлет I Герай (1551—1577). На ханский престол вступил его старший сын и калга Мехмед II Герай (1577—1584), который назначил новым калгой своего младшего брата Адиля Герая.
В 1578 году началась вторая ирано-турецкая война (1578—1590). В 1578 году по распоряжению турецкого правительства крымский хан Мехмед Герай вынужден был отправить большое крымское войско в Закавказье. Осенью 20-тысячное войско под командованием калги Адиля Герая, царевичей Шакая Мубарека Герая и Газы Герая вступило в Ширван. Персидский военачальник и ширванский беглярбек Арас-хан Румлу с иранским войском 17 ноября осадил Шемаху, где находился турецкий гарнизон под командованием Оздемироглу Осман-паши. На третий день осады, 20 ноября, под Шемахой появилось крымско-татарское войско, которое вместе с турками разгромило персидское войско. В сражении под Шемахой иранцы потеряли убитыми до 8 тысяч человек.
По сообщению османского летописца Ибрахима Рахимизаде, после победы три дня продолжалось грандиозное пиршество, на котором турки чествовали крымских царевичей. Каждому из них был подарен почётный халат, мечи и кинжалы, усыпанные драгоценными камнями и племенные лошади.
Затем крымское войско предприняло поход на Муганскую степь, где разорило кочевья тюркского племени румлу. Крымские татары захватили множество пленников, которых привели назад в Ширван.
Вскоре 80-тысячная сефевидская армия под предводительством иранского престолонаследника Хамзы-мирзы и визиря Мирзы Салмана выступила из Карабаха на Ширван. 26 ноября персы осадили османский гарнизон в Шемахе. Турецкий военачальник Оздемироглу Осман-паша отправил гонцов к калге Адилю Гераю, прося его вместе с войском прибыть к нему на помощь под Шемаху. Хамза-мирза отправил часть персидской армии навстречу крымцам.
28 ноября 1578 года у местечка Моллахасан на берегу реки Аксу произошла битва между крымской и персидской армиями. Первыми в бой вступили передовые отряды протиборствующих сторон. Калга Адиль Герай не был готов к предстоящему сражению. Крымцы не сумели сдержать натиск персидских войск и, несмотря на личный героизм Адиля Герая, «ринувшегося в бой как разъярённый лев», сражение закончилось разгромом крымскотатарских войск. Сам калга-султан Адиль Герай был захвачен в плен.
Принц Хамза-мирза с почестями принял калгу Адиля Герая в своей ставке и отправил его в Персию. В плену Адиль Герай проживал в Казвине, столице Сефевидской империи. Принц Хамза-мирза и его отец, иранский шах Мухаммад Худабенде (1577—1587), стремились наладить дружественные отношения с Крымским ханством. Мухаммад Худабенде даже планировал породниться с калгой Адилем Гераем и женить его на одной из своих дочерей. Однако этим планам не суждено было сбыться. В июле 1579 года пленный крымский царевич Адиль Герай, обвиненный в тайной связи с матерью Хамзы-мирзы, был казнен.
Ибрагим Печеви (1574—1650): 
«Шах даже захотел сделать своим зятем этого весьма отважного и героического ханского сына, который и по происхождению был выше шаха. Но случилось так, что жена и сестра шаха влюбились в Адил Гирея, их взаимные симпатии стали возрастать, разговоры повлекли за собой застолья, а застолья открыли путь к сближению… И однажды в спальню шаха вошла группа военных из охраны. И как не старалась красавица жена шаха спрятаться за спиной владыки, а сам шах не пытался спасти ее — все было бесполезно. Её вырвали из рук шаха и дипломатично прикончили. Отсюда они проследовали в личные покои сестры шаха и ее тоже убили. Затем покончили с соглядатаями, которые посредничали в этом деле. А когда они ворвались в комнаты Адил Гирея, то здесь началось столпотворение. Ханский сын изрубил семерых из ворвавшихся к нему, но сам был ранен и обессилел, после чего его убили выстрелом из ружья».
Шараф-хан Бидлиси (1543—1601/02): 
«Кызылбашские эмиры испугались могущества той хатун и стали обдумывать, как ее устранить. Под конец они решили приписать ей любовную связь с 'Адил-Гирей-ханом татар[ским] и обоих убить. По наущению великих эмиров отряд кровожадных кызылбашей проник в покои падишахского дворца. Ту праведную госпожу, протянувшую было руку к поясу [своего] жалкого супруга, они силой вытащили [из дворца] и убили. Сутки она была брошена нагой в степи среди простонародья, и никто ее не хоронил. 'Адил-Гирея и сто человек из сыновей татарских эмиров и благородных убили и повергли во прах уничтожения».
Орудж-бек Баят (1560 — 1604) : 
«Через некоторое время шах Мухаммед Худабенде перестал относиться к татарскому принцу как к пленному… его намерением было выдать за него замуж одну из своих дочерей… В это время была раскрыта постыдная измена, а именно, что Адиль-Гирей осмелился поднять глаза на Бегум, супругу шаха Мухаммеда Худабенде и мать Хамза-мирзы. Потом распространился слух, что царица ответила ему взаимностью и что дело кончилось запретной связью. Когда это стало известно некоторым придворным, глубоко возмущённые великим позором, они тайно сговорились и однажды ночью прорвались во дворец, предали смерти царицу и её любовника — татарского принца. И тотчас заграницу известили об этом, чтобы открыто объяснить и оправдать свои действия. Всё, о чем здесь говорилось, является пересказом событий, имеющихся у Томаса Минадои в его „Истории“. Но, по нашим сведениям, в действительности всё было иначе — а именно, что эти придворные были движимы мелкими чувствами зависти по отношению к татарскому принцу,.. они… убили его и, под предлогом его скандальной связи с царицей, предали смерти и её, хотя и невинную».
Джованни Томмазо Минадои (1545-1618):
проникнувшись любовью к жене короля Бегум, он проводил все свое время, ухаживая за ней, а она снова ухаживала за ним самым тайным  образом. Эти взаимные привязанности  проявлялись так открыто, что в Серралье и по всему городу разнесся слух о том, как бесстыдно Бегум разделила свою постель  с татарским пленником. Султаны вошли в Серральо с отрядом своих людей и, обнаружив там несчастного татарина, пронзили его тело, разрезав сначала его интимные члены и заткнув ими его рот самым варварским и грязным образом. Сообщают, что королева Бегум также была тогда убита ими, но (как бы то ни было) совершенно ясно, что смерть татарского герцога была произведена вышеупомянутым способом, и что бедная дама никогда не после того дня увидела света солнца.